# Francisco Vegas Seminario
Francisco Vegas Seminario (Piura, 25 de septiembre de 1899-Lima, 14 de enero de 1988) fue un escritor y diplomático peruano.
Estudió en el Colegio San Miguel de Piura y, después, viajó a Lima, donde ingresó a la Facultad de Ciencias de la Universidad Mayor de San Marcos. Se tituló de odontólogo y regresó a su ciudad natal, pero pronto dejó su profesión y se dedicó al oficio de periodista, escritor y maestro. En 1932 ingresó al servicio diplomático, siendo nombrado vicecónsul en Sevilla. También ejerció cargos consulares en Bremen, Berlín y Marsella. En 1942, el gobierno francés de Vichy lo entregó a los alemanes, quienes le confinaron como prisionero de guerra en un castillo alemán. Al ser liberado en 1944, pasó sucesivamente a servir en las legaciones peruanas de Ginebra y París. Regresó a Lima en 1949, para volver a ser destinado al servicio diplomático en Venezuela, Chile y Costa Rica. Escribió cuentos y novelas de estilo tradicional, con toques satíricos y costumbristas, preferentemente con personajes y ambientes piuranos.

## Biografía
Fue hijo de Francisco Vegas Elera y Lucila Seminario. Fue primo de los escritores Ricardo y Rafael Vegas García.
Cursó su estudios escolares en el Colegio Nacional San Miguel de su ciudad natal. Luego se trasladó a Lima, donde ingresó a la Universidad Mayor de San Marcos, para estudiar odontología. En 1919 trabajó en el Ministerio de Fomento.
Una vez obtenido su título de odontólogo, regresó a Piura, donde instaló su consultorio. Pero su verdadera vocación eran las letras, que le fue ganando paulatinamente, hasta que decidió cerrar su consultorio en 1924, para consagrarse al oficio de escritor.
En 1925 ganó el primer premio en un concurso de relatos. Colaboró para el diario La Industria (propiedad de Miguel Cerro), escribiendo crónicas bajo el seudónimo de Indiscreto. Luego pasó al diario El Tiempo, donde colaboró con artículos humorísticos y letrillas. También fue profesor de Historia Universal en el Colegio San Miguel (1925-1930).
La caída del Oncenio de Leguía y la subida al poder de la Junta de Luis Sánchez Cerro (piurano como él), marcó un cambio en su vida. Se trasladó nuevamente a Lima e ingresó al servicio diplomático, el 22 de febrero de 1932. Viajó a Sevilla, al ser nombrado vicecónsul en dicha ciudad española. Luego ejerció sucesivamente otros cargos consulares en Bremen (1933), Berlín (1940) y Marsella (1942).
Se hallaba como cónsul en Marsella, en plena Segunda Guerra Mundial, cuando el gobierno francés de Vichy lo entregó a las fuerzas alemanas de ocupación. Fue internado en el castillo-prisión de Bad Godesberg, cerca de Bonn. Allí permaneció trece meses, hasta que fue canjeado por cinco agentes alemanes capturados por los Estados Unidos.
En 1944 pasó a Suiza, país neutral, donde se integró a la legación peruana. Luego pasó a la embajada del Perú en París. Fue allí donde publicó su primer libro de cuentos: Chicha, sol y sangre, que contó con el espaldarazo de Ventura García Calderón (1946).
Continuó su ascendente carrera diplomática, como segundo secretario de la legación en Polonia y en la de Checoslovaquia (1946); y como primer secretario en la de Brasil (1946) y en la de Italia (1947).
En 1949 regresó a Lima, luego de más de tres lustros de ausencia, pero permaneció solo unos meses en su país, trabajando en el Ministerio de Relaciones Exteriores. Luego fue destacado a Venezuela como Encargado de Negocios (1950-1955).
En 1955 regresó a Lima, requerido otra vez por el Ministerio de Relaciones Exteriores. Se le encomendó la dirección de Archivo y Biblioteca, y de Asuntos Culturales (1958-1962).
Entre 1954 y 1962 se registra su mayor actividad de escritor. Publicó entre esos años su segundo libro de cuentos y siete novelas, entre ellas una trilogía ambientada en las primeras décadas de la República del Perú.
En 1962 fue acreditado en Valparaíso como cónsul general. Y finalmente pasó a ser embajador extraordinario y plenipotenciario en Costa Rica, hasta su jubilación (1968-1969).
Estando jubilado, se le encomendó la dirección de la Academia Diplomática del Perú. En sus ratos libres se dedicó a la pintura.
Falleció en Lima y fue sepultado en el Cementerio Británico. Estuvo casado con la alemana Milly Morhmann, que falleció antes que él, lo mismo que su hijo Jorge. Su hija Carmen Vegas de Steward radica en Piura.

## Publicaciones

### Libros de cuentos
- Chicha, sol y sangre (1946), prologado por Ventura García Calderón.
- Entre algarrobos (1955)

### Novelas
- Montoneras (1954). Premio Nacional de Novela en 1955.
- Taita Yoveraqué (1956). Primer premio de novela de la editorial de Juan Mejía Baca y Pablo L. Villanueva.
- El honorable Ponciano (1957). Premio Nacional de Novela en 1958.[6]
- Tierra embrujada (1958)
- Una trilogía de novelas históricas:
  - Cuando los mariscales combatían (1959)
  - Bajo el signo de la Mariscala (1960)
  - La gesta del caudillo (1961)
- El retablo de los ilusos (1960)
- Hotel Dresden (2000)

## Obra narrativa
En 1946 publicó en París su primer libro de cuentos, titulado Chicha, sol y sangre, conformado por catorce cuentos. Fue prologado por el consagrado escritor peruano Ventura García Calderón. Son cuentos que precisamente, denotan la influencia del autor de La venganza del cóndor. Están ambientados en Piura.
Desde esa primera publicación pasaron varios años antes que Vegas Seminario publicara su primera novela, Montoneras (Lima, 1954), ambientada en Piura, en la época de la guerra civil entre caceristas y pierolistas y cuyos personajes son montoneros piuranos. Por esta obra ganó el Premio Nacional de Novela de 1955.
A partir de ese año de 1954, la producción novelística de Vegas Seminario explosiona y publica hasta 1961 prácticamente una novela por año.
En 1956 publica su novela Taita Yoveraqué, que ganó el primer premio de novela de un concurso auspiciado por la editorial de Juan Mejía Baca y Pablo L. Villanueva. Sus personajes son ahora los cholos o indios piuranos, hombres del campo que son víctimas de las expoliaciones de los hacendados blancos.
En 1957 aparece El honorable Ponciano, que obtuvo el Premio Nacional de Novela. Es una sátira en torno a un diputado representante de una provincia de la sierra peruana, en los primeros años del siglo XX. En 2016 fue reeditada en versión facsimilar.
En 1958 publica Tierra embrujada, que es un elogio lírico a su tierra natal.
En los años siguientes publica una trilogía de novelas inspiradas en los sucesos políticos y militares de las primeras décadas de la República peruana, más exactamente, entre 1827 y 1836:
- Cuando los mariscales combatían (Lima, Editorial Minerva, 1959), cuyo protagonista es el presidente peruano José de La Mar, quien conduce la guerra contra la Gran Colombia, en la que ocurren episodios memorables, como el duelo singular entre el peruano Domingo Nieto y el grancolombiano José María Camacaro.
- Bajo el signo de la Mariscala (1960), protagonizada por la célebre Francisca Zubiaga y Bernales, más conocida como La Mariscala, la esposa del presidente peruano Agustín Gamarra.
- La gesta del caudillo (1961), se enfoca en la figura del general Felipe Santiago Salaverry, joven caudillo que toma el poder en el Perú y se enfrenta a la invasión boliviana de Andrés de Santa Cruz, acabando por ser derrotado y fusilado.

De manera póstuma, en el 2000 se publicó Hotel Dresden, donde Vegas Seminario cuenta sobre su experiencia en la prisión alemana que padeció de 1942 a 1944.

## Apreciación crítica
El estilo narrativo de Vegas Seminario es tradicional y algo descuidado, pero tiene toques costumbristas y satíricos que prestan amenidad a sus relatos.
Washington Delgado

Es uno de los novelistas más connotados de Piura, descriptivista ejemplar; mantuvo su peruanidad criolla y versátil.
César Toro Montalvo

La presencia de las novelas de Vegas Seminario, aparecidas en apenas cinco años, revela no solo vehemencia y fecundidad, sino, sobre todo, una decidida voluntad de ser un novelista. Posiblemente esperó largamente su turno de publicidad, pero el estilo denota rapidez, y al par, pulso firme de narrador. No apela Vegas a ardides de moda; prefiere seguir el ritmo de la narración clásica. Parece evidente que, fuera de la influencia de autores franceses en sus cuentos primeros, su novela sigue más bien el camino de la española...
Luis Alberto Sánchez 